# Беспорядки в Хаме (1964)
Беспорядки в Хаме (араб. احتجاجات حماة 1964‎) — события в апреле 1964 года, когда вследствие государственного переворота 1963 года, в результате которого к власти в Сирии пришла партия Баас. Эти беспорядки стали первым крупным столкновением партии Баас и сирийского отделения организации «Братья-мусульмане». В результате подавления беспорядков военными погибло от 70 до 100 человек, также был частично был разрушен старый город. Несмотря на подавление выступлений, Хама продолжала оставаться сосредоточием исламистов и стала центром исламистского восстания в 1976—1982 годах.

## История

### Предыстория
После разгрома насеристов и марксистов, которые к середине 1963 года подверглись различным репрессиям, наибольшей угрозой для баасистов стали различные исламистские объединения, среди которых самым крупным была организация «Братья-мусульмане». Первое столкновение между партией Баас и «Братьями-мусульманами» произошло вскоре после переворота 1963 года. В 1964 году деятельность «Братьев» была запрещена, что привело к их радикализации. В 1964-65 годах по крупным городам Сирии прокатилась серия забастовок и массовых демонстраций, все они были подавлены военными.
По мнению Патрика Сила, Хама считалась «опорой консерватизма и братьев-мусульман» и «зарекомендовала себя в качестве непримиримого противника правительства баасистов». Правительства Египта и Ирака финансировали сирийскую оппозицию, выступавшую против режима баасистов, впрочем, и без этого правительство баасистов было непопулярно в стране вследствие продолжающейся стагнации экономики, излишней зарегулированности торговых отношений, некомпетентности правительства баасистов, а также непрозрачности процесса принятия решений правительством.

### Беспорядки
В апреле 1964 года Хама стала эпицентром произошедших в ряде городов Сирии крупных антиправительственных выступлений. Инсургенты создали в городе «блокпосты, хранилища еды и оружия, разграбили винные магазины». Инсургентов поддержал имам мечети «Султан» шейх Махмуд аль-Хабиб, кроме того финансовую поддержку им оказали ряд богатых семей города. Мечеть «Султан» стала штаб-квартирой инсургентов, также она использовалась для хранения оружия. После убийства проправительственного боевика Мунзира аль-Шумали столкновения в городе ожесточились, атакам со стороны инсургентов подвергалась «каждая мелочь», напоминавшая о присутствии в Хаме партии Баас.
Командир пробаасистской национальной гвардии Хамад Убайд получил танки и вооружение. После этого кварталы, которые занимали инсургенты, подверглись ударам артиллерии и танков. Через два дня боёв инсургенты были вынуждены отойти к мечети «Султан». Президент Амин Хафез отдал приказ об уничтожении боевиков, после этого мечеть, внутри которой находилось множество инсургентов, подверглась обстрелу, в результате которого был уничтожен её минарет. Таким образом военным удалось подавить выступление. От 70 до 100 человек погибли, множество других были арестованы или получили ранения, но многим удалось избежать преследований.

### Дальнейшие события
После подавления беспорядков был создан трибунал, который возглавил Мустафа Тлас. Часть арестованных участников беспорядков была освобождена, среди них был Марван Хадид, который впоследствии стал одним из организаторов восстания в Хаме во время исламистского восстания 1976-82 годов. Существенное повреждение в ходе подавления беспорядков мечети «Султан» было осуждено сирийскими суннитами и привело к многочисленными акциям протеста. К тому же режимом баасистов были недовольны широкие слои населения. Для успокоения населения Хафез решил передать власть Салаху Битару — хотя он и был членом партии «Баас», но являлся гражданским специалистом, а не военным. Битар обещал расширить гражданские свободы и принять новую временную конституцию. Несмотря на включение в состав правительства ряда гражданских специалистов, таких как Битар и Мишель Афляк, Хафез вновь занял пост премьер-министра, военные продолжили оказывать существенное влияние на политику Сирии и именно они принимали все ключевые решения.
События в Хаме привели к расколу внутри военного комитета — тайной хунты, которая оказывала существенное влияние на политику Сирии после переворота 1963 года. Влиятельный член комитета Мухаммед Умран осудил жестокость подавления беспорядков в Хаме, с другой стороны Салах Джадид и Хафез Асад поддержали методы Амина Хафеза, поскольку считали, что это необходимо для защиты режима баасистов от «классовых врагов».
В начале 1980-х годов Хама стала эпицентром восстания исламистов. В апреле 1981 года в городе погибли сотни людей. В дальнейшем ситуация ухудшилась, в феврале 1982 года в результате штурма Хамы военными большая часть города была разрушена, тысячи мирных жителей погибли.